# Mattheus Oliveira
Mattheus de Andrade Gama De Oliveira, detto Mattheus (Rio de Janeiro, 7 luglio 1994), è un calciatore brasiliano, centrocampista dell'Al-Nasr.

## Biografia
È il figlio dell'ex calciatore brasiliano Bebeto, che si era riferito a lui facendo il "gesto della culla" ai Mondiali di USA 1994, vinti poi dal Brasile.

## Carriera

### Club
Compie tutta la trafila nelle giovanili del Flamengo, con cui esordisce in prima squadra nel 2012.

### Nazionale
Nel 2013 partecipa con la nazionale Under-20 brasiliana al Sudamericano Under-20 2013, non superando la prima fase.